# Samuel Jerzy Kalinowski
Samuel Jerzy Kalinowski herbu Kalinowa (zm. 3 czerwca 1652 roku) – oboźny koronny (dworski) w latach 1649–1652, oboźny wojskowy do 1649 roku, starosta czernihowski w latach 1648–1652, starosta bracławski i lityński w latach 1643–1652, starosta lubecki.
Syn hetmana polnego koronnego Marcina Kalinowskiego i księżniczki Heleny Koreckiej. Mąż córki kanclerza Jerzego Ossolińskiego - Urszuli Brygidy Ossolińskiej. 
Poseł na sejm 1645 roku. W 1648 roku był elektorem Jana II Kazimierza Wazy z województwa czernihowskiego i powiatu nowogrodzkosiewierskiego.
Zginął w bitwie pod Batohem razem z ojcem lub został zamordowany razem z resztą polskich jeńców po bitwie.
Był katolikiem.